# Karel Steiner
Karel Steiner (né le 26 janvier 1895 à Prague à l'époque en Autriche-Hongrie et mort le 29 avril 1934) est un footballeur international tchécoslovaque.

## Biographie

### Carrière en club
Karel Steiner joue dans deux clubs pendant sa carrière : le Viktoria Žižkov, avec qui il est champion de Tchécoslovaquie en 1928, et le Sparta Prague, avec qui il est champion de Tchécoslovaquie à deux reprises, en 1926 et 1927.

### Carrière en sélection
Avec l'équipe de Tchécoslovaquie, il joue 14 matchs et inscrit trois buts entre 1920 et 1930.
Il figure dans le groupe des sélectionnés lors des Jeux olympiques de 1920 organisés à Anvers. Lors de la demi-finale face à l'équipe de France, il se met en évidence en inscrivant son premier but en équipe nationale, son équipe s'imposant sur le score de 4-1. Lors de la finale contre la Belgique, à un moment où le pays hôte mène sur le score de 2-0, Steiner est expulsé. Son équipe quitte alors le terrain pour protester contre l'arbitrage de l'Anglais John Lewis, et se voit finalement disqualifiée après seulement 39 minutes de jeu.
Après les Jeux olympiques, il inscrit deux autres buts. Il marque un but contre la Yougoslavie en octobre 1925 (victoire 7-0 à Prague), puis effectue une dernière réalisation sur penalty contre la Hongrie en avril 1927 (victoire 4-1 à Prague).

## Palmarès
- Champion de Tchécoslovaquie en 1928 avec le Viktoria Žižkov ; en 1926 et 1927 avec le Sparta Prague